# Dobre (gmina, Mazovie)
Pour les articles homonymes, voir Dobre.
Dobre est une gmina rurale (gmina wiejska) de la powiat de Mińsk, dans la Voïvodie de Mazovie, dans le centre-est de la Pologne.
Son siège administratif (chef-lieu) est le village de Dobre, qui se situe environ 18 kilomètres au nord-est de Mińsk Mazowiecki (siège de la powiat) et 48 kilomètres à l'est de Varsovie (capitale de la Pologne).
La gmina couvre une superficie de 124,85 km2 pour une population de 5 938 habitants en 2006.

## Histoire
De 1975 à 1998, la gmina est attachée administrativement à la voïvodie de Siedlce.

Depuis 1999, elle fait partie de la voïvodie de Mazovie.

## Géographie
La gmina inclut les villages et localités de :

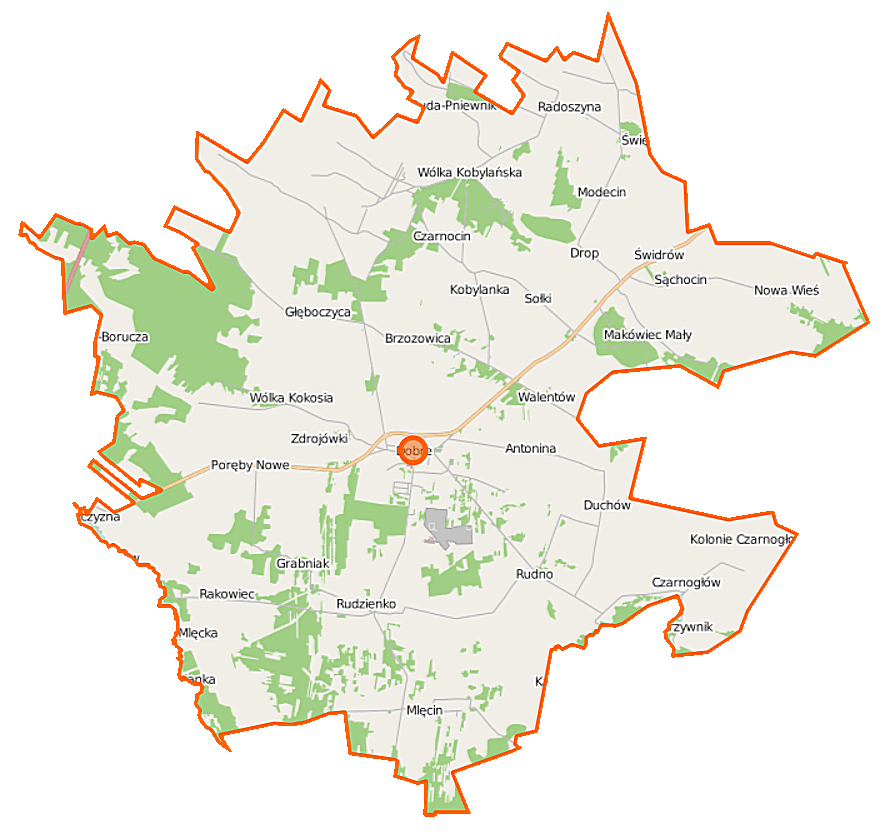
Plan de la gmina

- Adamów
- Antonina
- Brzozowica
- Czarnocin
- Czarnogłów
- Dobre
- Drop
- Duchów
- Gęsianka
- Głęboczyca
- Grabniak
- Jaczewek
- Joanin
- Kąty-Borucza
- Kobylanka
- Makówiec Duży
- Makówiec Mały
- Marcelin
- Mlęcin
- Modecin
- Nowa Wieś
- Osęczyzna
- Pokrzywnik
- Poręby Nowe
- Poręby Stare
- Rąbierz-Kolonia
- Radoszyna
- Rakówiec
- Ruda-Pniewnik
- Rudno
- Rudzienko
- Rynia
- Sąchocin
- Sołki
- Świdrów
- Walentów
- Wólka Czarnogłowska
- Wólka Kobylańska
- Wólka Kokosia
- Wólka Mlęcka

### Gminy voisines
La gmina de Dobre est voisine des gminy suivantes :
- Jakubów
- Kałuszyn
- Korytnica
- Stanisławów
- Strachówka
- Wierzbno

## Structure du terrain
D'après les données de 2002, la superficie de la commune de Dobre est de 124,85 km2, répartis comme tel :
- terres agricoles : 75%
- forêts : 19%

La commune représente 10,72% de la superficie du powiat.

## Démographie
Données du 30 juin 2004 :
| Description        | Total  | Total | Femmes | Femmes | Hommes | Hommes |
| ------------------ | ------ | ----- | ------ | ------ | ------ | ------ |
| Unité              | Nombre | %     | Nombre | %      | Nombre | %      |
| Population         | 5 962  | 100   | 2 899  | 48,6   | 3 063  | 51,4   |
| Densité (hab./km²) | 47,8   | 47,8  | 23,2   | 23,2   | 24,5   | 24,5   |